# Przybkowice (Ciechanowice)
Przybkowice – nieoficjalna (nieustalona, niestandaryzowana) nazwa przysiółka wsi Ciechanowice, położonej w województwie dolnośląskim, w powiecie kamiennogórskim, w gminie Marciszów
Miejscowość leży na pograniczu Gór Kaczawskich i Rudaw Janowickich w Sudetach Zachodnich. Nazwa utrzymuje się ze względu na znaczną odległość od reszty Ciechanowic.
Przysiółek jest położony przy zachodnim zboczu wzniesienia o wysokości 489,7 m n.p.m.. Urząd Gminy Marciszów numery budynków ustala z adresem Ciechanowice.
Do 1945 r. miejscowość miała niemiecką nazwę Prittwitzdorf. Nazwa ta pojawiła się po raz pierwszy w 1776 roku, kiedy stanowiła własność rodu von Prittwitz. Jest to jedna z najmłodszych miejscowości w rejonie Rudaw Janowickich.
W 1816 miejscowość zamieszkiwało 116 osób, a apogeum zaludnienia osiągnięto w 1915 roku (193 osoby). Miejscowość posiada nietypowy dla terenów podgórskich układ przestrzenny, zbliżony do ulicówki. Założona w związku pracami górniczymi osada (wydobycie łupków pirytonośnych) liczyła pierwotnie 30 domów. Poza górnictwem mieszkańcy zajmowali się chałupniczo tkactwem.